# Tawonga
Tawonga – miasto w Australii, w stanie Wiktoria.